# Luiz Henrique Mandetta
Luiz Henrique Mandetta (Campo Grande, 30 novembre 1964) è un politico e medico brasiliano, dal 1º gennaio 2019 al 16 aprile 2020 Ministro della salute del Brasile.

## Biografia
Mandetta è laureato in medicina presso l'Università Gama Filho, con specializzazione in ortopedia presso l'Università Federale del Mato Grosso do Sul e sub-specializzazione in ortopedia pediatrica presso lo Scottish Rite Hospital for Children di Atlanta. Militare, come tenente ha servito nell'ospedale centrale dell'esercito.
Eletto deputato federale nel 2010 tra le file dei Democratici, nel 2014 venne nuovamente rieletto e nel 2018 ricevette l'incarico di Ministro della salute dal presidente Jair Bolsonaro, fino ad aprile 2020, quando fu destituito da Bolsonaro stesso a causa delle differenze di vedute sulla gestione della pandemia di COVID-19 in Brasile. Mandetta lo aveva criticato, arrivando anche a scontri verbali, per la sua continua opposizione alle misure restrittive imposte dai governatori federali con lo scopo di limitare la diffusione del virus. In un sondaggio fatto da Datafolha, un istituto di ricerca che compie sondaggi di vario genere, il 76% dei brasiliani intervistati si è dichiarato concorde con la gestione di Mandetta.